# Chissà se lo farei ancora
Chissà se lo farei ancora è un film del 1976, scritto, diretto e prodotto da Claude Lelouch.

## Critica
Per il Dizionario Mereghetti un film «astuto, ma non privo di un certo brio», con «tempi narrativi lunghi e accurati personaggi secondari». Per il Dizionario Morandini è un «film esemplare» per come neutralizza i gravi problemi trattati in «un cineromanzo evasivo, gradevole, rassicurante».